# Municipio de Flat River
El municipio de Flat River (en inglés: Flat River Township) es un municipio ubicado en el  condado de Person en el estado estadounidense de Carolina del Norte. En el año 2000 tenía una población de 2.398 habitantes.

## Geografía
El municipio de Flat River se encuentra ubicado en las coordenadas 36°17′43.04″N 78°59′50.1″O / 36.2952889, -78.997250.